# رودلف دومبی
رودلف دومبی (مجاری: Dombi Rudolf؛ زادهٔ ۹ نوامبر ۱۹۸۶) قایقران کانو اهل مجارستان است.
وی در مسابقات کشوری و بین‌المللی در مجموع برندهٔ ۱ مدال طلا، ۱ مدال نقره، ۱ مدال برنز شده‌است.